# Relação de trabalho
A teoria da relação de trabalho ou relação trabalhista surgiu e ganhou projeção na Alemanha nazista, através do anticontratualismo, também na Itália fascista com o institucionalismo. Esses sistemas visavam a economia do Estado, onde o trabalhador e o empresário não tinham liberdade de escolha, senão trabalhar e produzir. O trabalhador era um hipossuficiente. Seu estado de necessidade retirava-lhe o poder de escolha, obrigando-o a trabalhar para manter-se. Do outro lado, o empresário era obrigado a contribuir para a produção nacional. Os direitos e obrigações de cada um estavam dispostos num Estatuto editado pelo Estado. Não havendo o acordo de vontade que caracteriza o contrato, entendiam que se tratava de uma relação de trabalho não contratual.
Em oposição a essa corrente havia o contratualismo intervencionista, que apesar de verem a hipossuficiência do trabalhador e de estabelecer garantias legais mínimas que não poderiam ser renunciadas, permitiam que outros direitos fossem negociados segundo a vontade das partes. O trabalhador era protegido por garantias mínimas, conservando o poder de escolha para quem, onde e de que forma trabalhar, além de poder negociar direitos supervenientes à garantia mínima. Essa corrente de pensadores via na relação de trabalho uma relação contratual.

## Importância da conceituação
A importância de se estabelecer os exatos limites da relação de trabalho reside na separação da competência material entre a Justiça do Trabalho e a Justiça Comum. O art. 114 da CF estabelece que a Justiça do Trabalho é competente para “processar e julgar as ações oriundas da relação de trabalho, abrangidos os entes de direito público externo e da administração pública direta e indireta da União, dos Estados, do Distrito Federal e dos Municípios e também outras controvérsias decorrentes da relação de trabalho, na forma da lei”. Em outras palavras, é importante delimitar precisamente o conceito de relação de trabalho para saber se a ação será proposta perante a Justiça do Trabalho ou perante a Justiça Comum.
Conceito. A doutrina e a jurisprudência concordam que Relação de Trabalho é o gênero das quais são espécies diversas formas de prestação de trabalho humano, contratual ou não, remunerado ou não. É um termo ainda em aberto, do qual a doutrina e a jurisprudência têm encontrado dificuldades em delinear seus exatos contornos. Daí, encontra-se dificuldades de se precisar quais são as espécies desse gênero.
No Brasil há uma correspondência entre contrato de trabalho e relação de trabalho, quando a CLT define contrato de trabalho como o acordo, tácito ou expresso, correspondente à relação de trabalho (art. 442 da CLT). Assim, não encontramos dificuldades em afirmar que o contrato de trabalho é definitivamente uma espécie desse gênero, abrangendo desse modo uma extensa gama de subespécies contratuais: o trabalho subordinado, o contrato de empreitada, locação de serviço, trabalho avulso, o estágio, o trabalho autônomo, o trabalho temporário. 
Uma grande discussão jurídica trava-se em torno da inclusão do serviço público estatutário e do trabalho prestado por profissional liberal, no gênero da relação de trabalho . O problema da exata definição da relação de trabalho, se dá pela dificuldade de separá-la de relação de consumo e de distingui-la da relação administrativa.
Alguns juristas sustentam que quando o trabalho é prestado com pessoalidade, a relação de consumo se confunde com a relação de trabalho, como no caso dos profissionais liberais (advogado, médico, engenheiro). Outros, entendem que os profissionais liberais têm com seus clientes uma relação de consumo .
Quanto ao serviço público estatutário, alguns sustentam tratar-se de relação administrativa, diferente de relação de trabalho. Vários Ministros do Supremo Tribunal Federal-STF, já se pronunciaram no sentido de excluir do gênero relação de trabalho, o vínculo estatutário. Há uma liminar proferida por aquela Côrte (ADIn 3395/STF), suspendendo qualquer interpretação que inclua o serviço público estatutário no gênero relação de trabalho, todavia a matéria aguarda decisão definitiva. 

## Elementos essenciais
Com um conceito ainda tão controvertido, não é possível estabelecer com precisão os elementos da relação de trabalho. Há consensos que vem se solidificando em torno da discussão, tal como a pessoalidade do trabalhador (o trabalhador deve prestar o serviço pessoalmente) ..